# Магницкий, Василий Константинович
Васи́лий Константи́нович Магни́цкий  (3 [15] марта 1839, Ядрино — 4 [17] марта 1910, Шуматово (ныне Советское) Ядринского уезда Казанской губернии, ныне Ядринский район Чувашии) — русский этнограф, историк и общественный деятель, один из крупнейших исследователей чувашского народа.

## Биография
Родился 3 (15) марта 1839 года в семье потомственного священника Константина Георгиевича (Константина Егорова) Магнитского (Магницкого), основателя дворянского рода, внесенного в 3-ю часть дворянской родословной книги Казанской губернии, и его супруги Агриппины Васильевны, урожденной Осменовской (Смеловской), дочери священника. На момент рождения первенца Константин Георгиевич, окончив в 1836 году духовную семинарию, служил священником в Знаменской церкви села Ядрино, в 1846 году был переведён в Успенскую церковь г. Козьмодемьянска, а с 1847 года служил в Верхне-Шуматовской церкви в Ядринском уезде. В селе Верхнее Шуматово и прошло раннее детство Василия Константиновича.
Отец его начал учить грамоте в пять лет. В семилетнем возрасте его начал готовить на учёбу в духовное училище дьячок Большечурашевской церкви, у которого он обучался почти два года. Осенью 1848 года началось обучение в Чебоксарском духовном училище, после окончания которого в 1854 году он поступил в Казанскую духовную семинарию. Здесь у него начались сомнения в выборе пути учёбы и всей жизни. Встречи со студентами Казанского университета, знакомство с университетским образованием привели его к пониманию того, что духовное, церковное образование является узким и ограниченным, не удовлетворяет его потребности в широком и научном образовании. Окончив в 1858 году семинарию, он поступил на юридический факультет Казанского университета.
В Казанском университете тогда преподавали многие демократически настроенные профессора, призывавшие студентов изучать жизнь и быт народа, пытавшиеся более полно показать роль народных масс в исторических судьбах России. Окончив в 1862 году университет, он начал службу в губернской судебной палате по уголовным и гражданским делам. Затем, в течение четырнадцати лет, в 1863—1877 годах, был следователем суда второго участка Чебоксарского уезда.
В 1877 году В. К. Магницкий поступил на работу в Вятскую губернию в качестве инспектора народных училищ Уржумского уезда, где проработал до 1882 года. Затем работал инспектором народных училищ Чебоксарского уезда, а с 1890 года и Елабужского уезда Казанской губернии. Так, наконец, Василий Константинович нашел своё призвание и отдался этой работе всем своим вдохновением подвижничества, проводя своё основное время в разъездах по школам, добиваясь открытия новых школ в «инородческих», то есть национальных районах Поволжья и Приуралья. Благодаря ему открыты сотни школ в Удмуртии, Чувашии, Марии и Татарии. И после выхода в отставку в 1894 году он продолжал активную просветительскую деятельность — был членом Ядринского уездного совета народных училищ и попечительства, являлся попечителем школ Шуматовской волости. В последние годы он постоянно жил в селе Шуматово, редко выезжал в Ядрин, Казань. Вел активную научно-исследовательскую деятельность.
Скоропостижно умер от воспаления лёгких 4 (17) марта 1910 года и был похоронен на старом Шуматовском кладбище.
В селе Советском до 70-х годов сохранялся семейный склеп Магницких, но в связи с новым строительством его остатки были разрушены.

## Исследования чувашей
В. К. Магницкий родился и вырос среди чувашей, прекрасно знал быт и нравы народа. Закончив Императорский Казанский университет, он всю жизнь прожил среди чувашей. Работал в качестве судебного следователя, инспектора народных школ.
Известны его историко-этнографические труды «Материалы к объяснению старой чувашской веры» (1881), «Нравы и обычаи в Чебоксарском уезде» (1888). А вот его прекрасное исследование «Чувашские языческие имена» издано уже после его смерти, в 1905 году.
Статьи и очерки В. К. Магницкого ещё при жизни публиковались во многих журналах и газетах. В них он защищал чувашский народ от клеветников, разоблачая самодурство и дикие нравы царских чиновников. «…Возвели на чуваш гору вранья и извращений», — с горечью писал он, защищая чувашский народ.
Весьма ценными являются для исследователей старины такие его труды, как ждущие научной оценки «Чувашские языческие имена» и главная книга этнографа «Материалы к объяснению старой чувашской веры», над которой он работал много лет.
В. К. Магницкий также горячо поддержал творческие поиски и общественные дела многих чувашских писателей, в том числе М. Ф. Федорова и И.Н. Юркина.

## Память
В 1956 г. одна из улиц Южного поселка г. Чебоксары названа в честь известного историка, этнографа, деятеля народного просвещения чувашского народа Василия Константиновича Магницкого.

## Семья
Младший брат В. К. Магницкого Константин Константинович — военный врач.